# Nabila Oulebsir
Nabila Oulebsir (Argel, Argelia, 1963) es una historiadora del arte, siendo una de las principales especialistas en el patrimonio y el urbanismo del Argel, sobre los cuales ha escrito varios libros y ha comisariado exposiciones. 
Es investigadora en la École des hautes études en sciences de París y profesora de Historia de arquitectura y del patrimonio en la Universidad de Poitiers. Ha realizado estancias de investigación en el Getty Research Institute de Los Ángeles y en el Wissenschaftskolleg de Berlín. Así mismo, es redactora jefe de la revista Histoire de l'Art y ha publicado, entre otros títulos, Alger. Paysage urbain et architectures (Éditions de l'Imprimeur, 2003) i Les usages du patrimoine. Monuments, musées et politique coloniale en Algérie, 1830-1930 (Éditions de la Maison des Sciences de l’homme, 2004).